# Willow Pill
Willow Patterson, conocida con el nombre artístico de Willow Pill, es una artista drag estadounidense. Es conocida por ser la ganadora de la temporada 14 de RuPaul's Drag Race en 2022. Es la hermana drag de Yvie Oddly, quien fue la ganadora de la temporada 11 de Drag Race, lo que las convirtió en las primeras hermanas drag en ganar temporadas regulares del programa.

## Primeros años
Patterson se crio en Denver, Colorado y asistió a la Universidad Estatal de Colorado.

## Carrera
En una entrevista con KGNU en 2016, Willow Pill explicó que su personalidad drag era "una mezcla de 41 y 14... Estoy un poco obsesionada con las niñas pequeñas y las mujeres mayores, como las mamás, que no pueden conseguir un descanso." Su primera actuación fue en un espectáculo de drag de la Universidad Estatal de Colorado, donde vestía "un chándal rosa de ama de casa de los 90, completo con anteojos y un collar de perlas". Realizó una rutina de comedia y bailó una mezcla de canciones de Missy Elliott y Gwen Stefani.
En 2022, Willow Pill obtuvo una mayor prominencia como concursante en la temporada 14 de RuPaul's Drag Race, donde ganó el desafío principal en el tercer episodio, ganando un precio en efectivo de $5,000. En el episodio 7, su actuación en Snatch Game la colocó entre los siete últimos, y tuvo que participar en un torneo de lip sync en el episodio 8. Haciendo un lip sync de "Never To Much" de Lauther Vandross, ganando la primera ronda contra Bosco. Se ubicó entre los dos últimos por segunda vez durante el episodio 13, y se le pidió que "hiciera un lip sync por su vida" contra Angeria Paris VanMicheals. Después de su interpretación de "Telephone" de Lady Gaga con Beyoncé, ninguna fue eliminada, lo que resultó en que cinco concursantes avanzaran a la final, una novedad en el programa.
El 22 de abril de 2022, en el final de temporada, Willow Pill fue declarada ganadora de la temporada 14 de RuPaul's Drag Race, ganando un premio en efectivo de $150,000, la cantidad más alta otorgada hasta la fecha en una temporada.

## Vida privada
Patterson ha tenido cistinosis toda su vida y se identifica como mujer trans, siendo una de las cinco concursantes transgénero de la temporada 14. Ella salió del armario a través de las redes sociales: "Me tomó mucho tiempo aceptar mi transexualidad porque mi enfermedad ha ocupado mucho espacio", escribió Patterson en una de sus publicaciones. Ella usa los pronombres she/her.

## Filmografía

### Televisión
| Año  | Título                            | Papel       | Posición | Notas |
| ---- | --------------------------------- | ----------- | -------- | ----- |
| 2022 | RuPaul's Drag Race (temporada 14) | Concursante | Ganadora |       |
| 2022 | RuPaul's Drag Race: Untucked      | Concursante | Ganadora |       |

| Predecesora: Symone | Ganadora de RuPaul's Drag Race 2022 | Sucesora: Sasha Colby |